# Захун-Баре
Захун-Баре (перс. زهون بره) — село в Ірані, у дегестані Сомам, у бахші Ранкух, шагрестані Амлаш остану Ґілян. За даними перепису 2006 року, його населення становило 28 осіб, що проживали у складі 7 сімей.